# جون تروغليتا
جون تروجليتا ( (باللاتينية: Ioannes Troglita)‏ ، (باليونانية: Ἰωάννης Τρωγλίτης)‏ كان قائدا بيزنطيا في القرن السادس. شارك في حرب التخريب وخدم في شمال إفريقيا كحاكم عسكري إقليمي خلال السنوات 533-538 ، قبل إرساله شرقًا إلى الحروب مع الفرس الساسانيين . كما دوكس بلاد ما بين النهرين ، ميز تروجليتا نفسه في عدة معارك، وقد لاحظه عملاء الإمبراطور البيزنطي ، جستنيان الأول ( حكم من عام 527-565). في صيف 546 ، اختار جستنيان جون تروغليتا لتولي القيادة الشاملة للقوات البيزنطية في إفريقيا، حيث أدت سلسلة من التمردات التي قامت بها القبائل المغاربية الأصلية وداخل الجيش الإمبراطوري نفسه إلى تقليص الموقف البيزنطي بشكل خطير. سرعان ما حصل تروجليتا على انتصار مبدئي في شتاء 546/547 ضد المغاربة في بيزاسينا ، لكنه هزم في صيف 547 من قبل قبائل طرابلس ، وكانت إفريقيا مرة أخرى مفتوحة للغارات المدمرة. أعاد تروجليتا تنظيم جيشه وتأمين مساعدة بعض زعماء القبائل، وواجه الائتلاف القبلي وهزمه بشكل حاسم في حقول كاتو في صيف عام 548. لقد جاء هذا النصر في نهاية التمرد المغاربي، وبشر بعصر من السلام لأفريقيا. شارك تروجليتا أيضًا في الحرب القوطية ، حيث أرسل مرتين بعض قواته إلى إيطاليا للمساعدة في مقاومة القوطيين .

## نشأته وحياته المبكرة في أفريقيا والشرق
تبقى أصول جون تروجليتا مجهولة وغير واضحة. على الأرجح يكون قد وُلد في تراقيا ، ولكن قد يشير لقبه الغريب (اليونانية: Τρώγιλος) إلى ولادته في مقدونيا . 

## القيادة العليا في أفريقيا
أثناء غياب تروجليتا عن إفريقيا، كان الوضع مضطربًا. ظل جيرمانوس في المقاطعة حتى عام 539 ، ونجح في إعادة الانضباط في الجيش وتهدئة المناطق الأساسية لأفريقيا Proconsularis و Byzacena. خلفه سليمان، الذي بدأ فترة ولايته الثانية بنجاح كبير، حيث هزم مورز جبال أوريس وسيطر على سيطرته على نوميديا وموريتانيا سيتيسينسيس . ومع ذلك، اندلعت ثورة Moorish مرة أخرى في عام 543 وقتل سليمان في معركة Cillium في 544. كان خليفته، ابن أخيه سرجيوس، غير كفء. لقد هُزم من قبل المغاربة، واستُبدل واستبدل بالسناتور أريوبيندوس، الذي قُتل في ربيع عام 546 في تمرد عسكري آخر بقيادة الجنرال جونثاريك . كان هذا الأخير يهدف إلى إعلان نفسه مستقلاً عن القسطنطينية، لكن سرعان ما قُتل على يد الأرمن أرتابانيس . كانت الحاجة إلى قائد جديد وقادر في إفريقيا واضحة للقسطنطينية.  بعد توقيع هدنة مع بلاد فارس في عام 546 ، استعاد الإمبراطور جستنيان، كما يشير كوريبوس، بناءً على نصيحة أوربيسيوس، تروجليتا من الشرق. بعد أن قام بإبلاغه عن الوضع هناك في القسطنطينية، وضعه الإمبراطور على رأس جيش جديد وأرسله إلى إفريقيا كقائد عسكري جديد لكل أفريقي في أواخر صيف 546. 

### قمع التمرد المغاربي

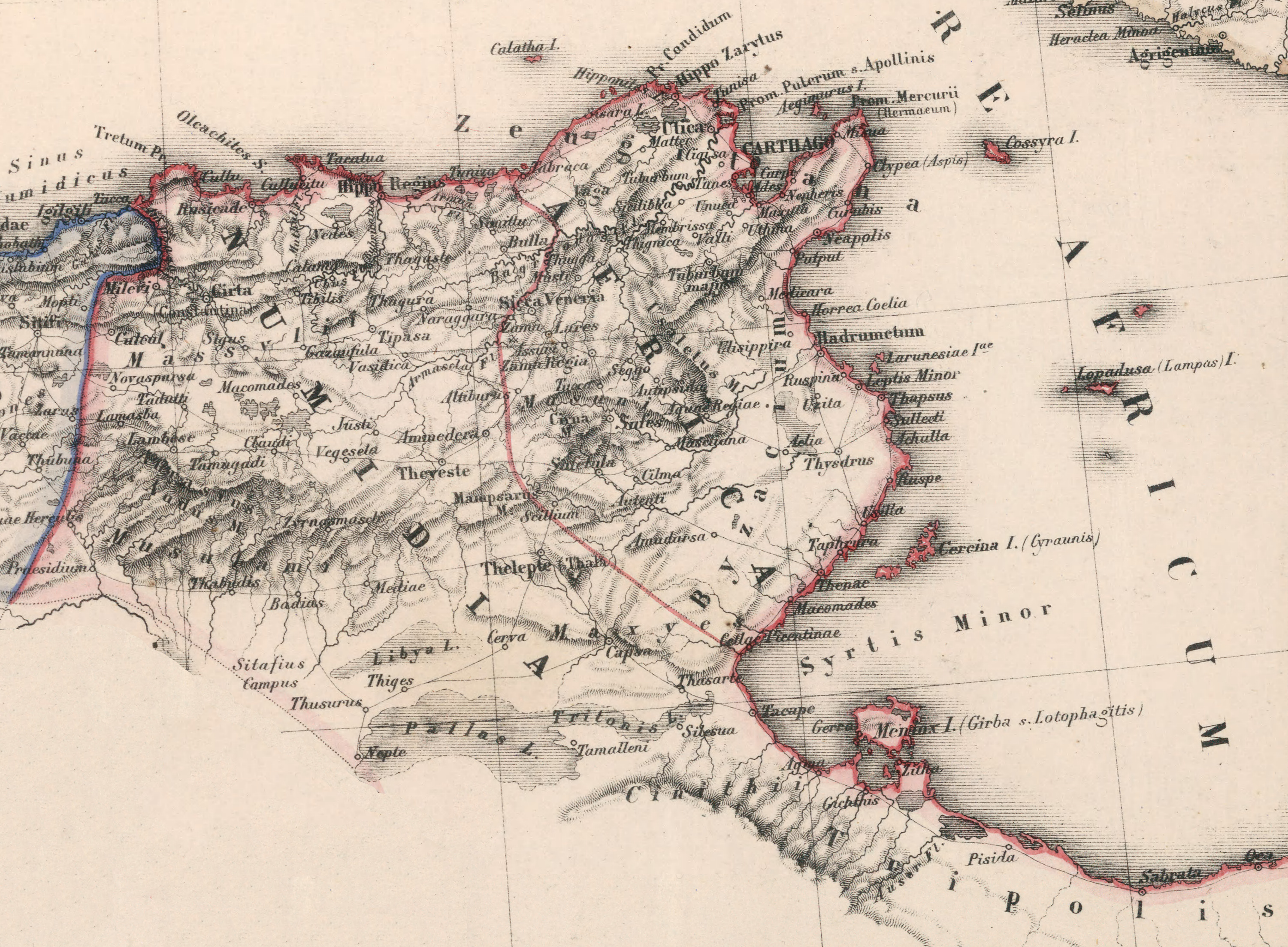
أفريقيا الرومانية، مع مقاطعات بيزاسينا ، زوغيتانا ونوميديا.

في أواخر عام 546، عندما وصل جون تروليتا قرطاج ، وكان الوضع المزري: القوات الإمبريالية، تحت Marcentius وحقق الأول من Byzacena وغريغوريوس الأرمينية في قرطاج، كانت قليلة العدد ومعنويات. صمدوا في المدن الساحلية، المحاصرة من قبل مورز بيزاسينا تحت حكم زعيمهم أنطاليا، بينما كانت قبائل ليوتاي وأوستوراي من تريبوليتانيا تداهم بيزازينا دون عقاب. الجهود الدبلوماسية، ومع ذلك، ضمنت ولاء الزعماء المغاربيين Cutzinas و Ifisdaias ، الذين انضموا إلى الجيش الإمبراطوري مع عدة آلاف من رجالهم. بالإضافة إلى ذلك، انسحب رجال القبائل في جبال أوريس الواقعة تحت ولاية إيوداس إلى نوميديا لتعلم وصول تروغليتا واتبعوا مسار الحياد المسلح. 
عند وصوله إلى قرطاج، أعاد تروجليتا تنظيم قواته، مما عزز القوات المحلية مع قدامى المحاربين الذين أحضروه معه - ومعظمهم من رماة الخيول والسفن الصغيرة - وساروا للقاء المتمردين. في أنطونيا كاسترا، قدم مبعوثون من أنتلاس أنفسهم، لكن تروجليتا رفض الأحكام وسجنهم. سار الجيش البيزنطي في بيزنطة، وراح يريح المدن المحاصرة وانضم إلى مارسينتوس. انسحب المغاربة، الذين فوجئوا بالتقدم السريع للجيش الإمبراطوري، مرة أخرى إلى المناطق الداخلية الجبلية والحرجية، حيث تجمعوا قواتهم تحت قيادة Ierna of Leuathae و أنتالاس. يقترح كورييوس أنهم كانوا يأملون ألا يحافظ تروجليتا على سعيه في منتصف فصل الشتاء، وأن يتمتعوا بميزة على الجيش الإمبراطوري في هذه التضاريس. أقام تروجليتا بالقرب من مواقع مغاربي وأرسل مبعوثًا، أمانتيوس، لإحضار شروط أنتالاس: عرض الجنرال العفو مقابل تقديمه للسلطة الإمبريالية مرة أخرى. 
يروي كوريبوس المعركة اللاحقة بإسهاب، لكن تقليده للآية فيرجيليه لا يقدم سوى القليل من التفاصيل الملموسة: من الواضح أنه كان صراعًا طويلًا وغير حاسم ودموي، ربما حدث في جنوب أو شرق سبيتلة في أواخر عام 546 أو في وقت مبكر 547. في النهاية، ساد البيزنطيون وقادوا المغاربة، واخترقوا دفاعاتهم واقتحام معسكرهم. وفقًا لكوريبوس، قُتل إيرنا، الذي كان كبير كهنة الإله جورزيل، أثناء محاولته حماية صورة للإله. سقط العديد من زعماء القبائل الآخرين، وتناثر الباقي. تركت بقايا القبائل التريبوليتية بيزاسينا، واضطر أنتلاس لإلقاء السلاح. بالإضافة إلى ذلك، تم إطلاق سراح العديد من السجناء من معسكر مغاربي، ومن بين الكنوز التي تم الاستيلاء عليها كانت هناك المعايير العسكرية التي فقدها سليمان في كيليوم عام 544. تم إرسال هذه إلى القسطنطينية، في حين عقدت تروجليتا دخول النصر في قرطاج.